# Брайън Томпсън
Брайън Томпсън (на английски: Brian Thompson) (роден на 28 август 1959 г.) е американски филмов и телевизионен актьор. Започва кариерата си с малка роля във филма „Терминаторът“ от 1984 г. Най-известен е с ролята си на извънземния ловец на глави в сериала „Досиетата Х“.

## Личен живот
Женен е и има две деца.

## Филмография
- „Терминаторът“ – 1984
- „Съдружници по неволя“ – 1985
- „Среднощен ездач“ – 1985
- „Кобра“ – 1986
- „Нощта на ужасите 2“ – 1988
- „Стар Трек: Следващото поколение“ – 1989
- „Луна 44“ – 1990
- „Супербой“ – 1991
- „Бухалът“ – 1991
- „Ренегат“ – 1992
- „Стар Трек: Космическа станция 9“ – 1993 – 1996
- „Уокър, тексаският рейнджър“ – 1993
- „Стар Трек VII: Космически поколения“ – 1994
- „Досиетата Х“ – 1995–2000
- „Херкулес“ – 1995
- „Нечиста наука“ – 1996
- „Сърцето на дракона“ – 1996
- „Смъртоносна битка 2: Унищожението“ – 1997
- „Бъфи, убийцата на вампири“ – 1997
- „Полицейско управление Ню Йорк“ – 1998
- „Войник на съдбата“ – 1999
- „Спасители на плажа“ – 1999
- „Язон и Аргонавтите“ – 2000
- „Чародейките“ – 2000 – 2003
- „В.И.П.“ – 2000
- „Джо Парцала“ – 2001
- „Орденът“ – 2001
- „Хищни птици“ – 2002
- „Ченге в пола“ – 2002
- „Военни престъпления“ – 2004
- „Стар Трек: Ентърпрайз“ – 2005
- „Чък“ – 2009
- „Секс до дупка“ – 2012
- „Възприятие“ – 2013
- „Хавай 5-0“ – 2014
- „Орвил“ – 2017
- „911“ – 2018 – 2019